# Антипатр з Тарса
Антипатр з Тарса (грец. Ἀντίπατρος; бл. 200 — бл. 129 до н. е.) — філософ-стоїк, учень і послідовник Діогена Вавилонського, вчитель Панетія Родоського, Діонісія Кіренського та Гая Блоссія. Він писав книги про богів і ворожіння, в основі етики — вища мораль, ніж у його вчителя Діогена.
Він вчив вірі в Бога як «благословенного, вічного та прихильного до людей», що частково суперечило концепції Хрісіппа.
Наклав на себе руки, прийнявши отруту.
Серед іншого, його робота відома тим, що вона є першоджерелом слова мізогінія (μισογυνία, misogunia). У своєму моральному трактаті, відомому як «Про шлюб» (бл. 150 р. до н. е.). Антипатр стверджує, що шлюб є основою держави, і вважає, що він заснований на божественному (політеїстичному) постанові. Він використовує слово мізогунія, щоб описати тип письма, якого трагік Евріпід уникає, заявляючи, що він «відкидає ненависть до жінок у своїх творах» (ἀποθέμενος τὴν ἐν τῷ γράφειν μισογυνίαν). Потім він наводить приклад цього, цитуючи втрачену п’єсу Евріпіда, в якій вихваляються заслуги сумлінної дружини.